# 巴勒斯坦护照
巴勒斯坦护照（阿拉伯语：جواز سفر فلسطيني）是由巴勒斯坦民族权力机构签发给巴勒斯坦领土居民，并用于国际旅行的旅行证件，首次簽發於1995年4月。
巴勒斯坦护照的签发對象是可以出示巴勒斯坦出生证明的人士。但是在這方面“巴勒斯坦”的组成部分並不明确，所以实际上，此护照只签发给居住在巴勒斯坦民族权力机构控制地区的人士。同时，出生在巴勒斯坦之外的巴勒斯坦人是否能申请此护照也不明确。
然而巴勒斯坦护照的发行还受到以色列的制约。以色列声称，根据奥斯陆协议，由於安全需要，這種限制是獲批准的。美国认为巴勒斯坦民族权力机构并不能控制其边境，因为所有进入巴勒斯坦民族权力机构控制地区的人均需要以色列的许可。

## 历史

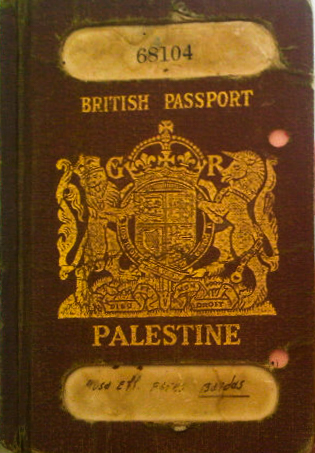
巴勒斯坦托管地护照

1924年至1948年，“巴勒斯坦护照”是指英属巴勒斯坦托管地人士所使用的护照。
1995年4月2日，巴勒斯坦民族权力机构开始在自己控制的地区发现现行的巴勒斯坦护照。

## 护照的認受性
巴勒斯坦人将巴勒斯坦护照视为“至关重要的国家地位的象征”。对此护照的承认已经被认为是对巴勒斯坦国，及巴勒斯坦国籍和公民身份承认的证据。截至1997年，巴勒斯坦并未发行在封面印有“巴勒斯坦国”的护照。在此期间，美国将巴勒斯坦护照视为旅行证件，但不将其视为赋予公民权的证明，因为此护照是由不被美国承认的政府签发的。埃及、约旦和阿联酋表明巴勒斯坦附带有效签证或其他证明可以进入其国土。
在2007年10月，一位日本法務省官员声称：“基于巴勒斯坦已经改进为一个成熟国家，并发行自己的护照，我们考虑承认接受巴勒斯坦国籍。”这个决定还附加了来自执政党小组关于不再把巴勒斯坦人视为无国籍人士的建议。
至2020年為止，目前只有格魯吉亞、敘利亞及馬達加斯加三國，不承認巴勒斯坦護照作為有效旅行證件。持有人在前赴這三個地區時，只能憑別國的難民旅行證申請簽證。

## 护照声明
在巴勒斯坦护照的第二页的声明有以下文字：
阿拉伯语
|  |

英文版
| -{THIS PASSPORT/TRAVEL DOCUMENT IS ISSUED PERSUANT [sic] TO THE PALESTINIAN SELF GOVERNMENT AGREEMENT ACCORDING TO OSLO AGREEMENT SIGNED IN WASHINGTON IN 13/9/1993. IT IS REQUESTED FROM THOSE WHOM IT MIGHT CONCERN TO ALLOW THE BEARER OF THIS PASSPORT/TRAVEL DOCUMENT TO PASS FREELY WITHOUT LET AND HINDRANCE AND TO AFFORD HIM(HER) SUCH ASSISTANCE AND PROTECTION AS MAY BE NECESSARY. }- |

中文大意
| 本护照/旅行证件依照[sic]巴勒斯坦自治政府同意根据1993年9月13日签署于华盛顿特区的奥斯陆协议制作。 兹请求并要求相关之人员为持证者提供自由且不受阻碍的通行，并对持证者给予必要的庇护和协助。 |

## 旅遊待遇

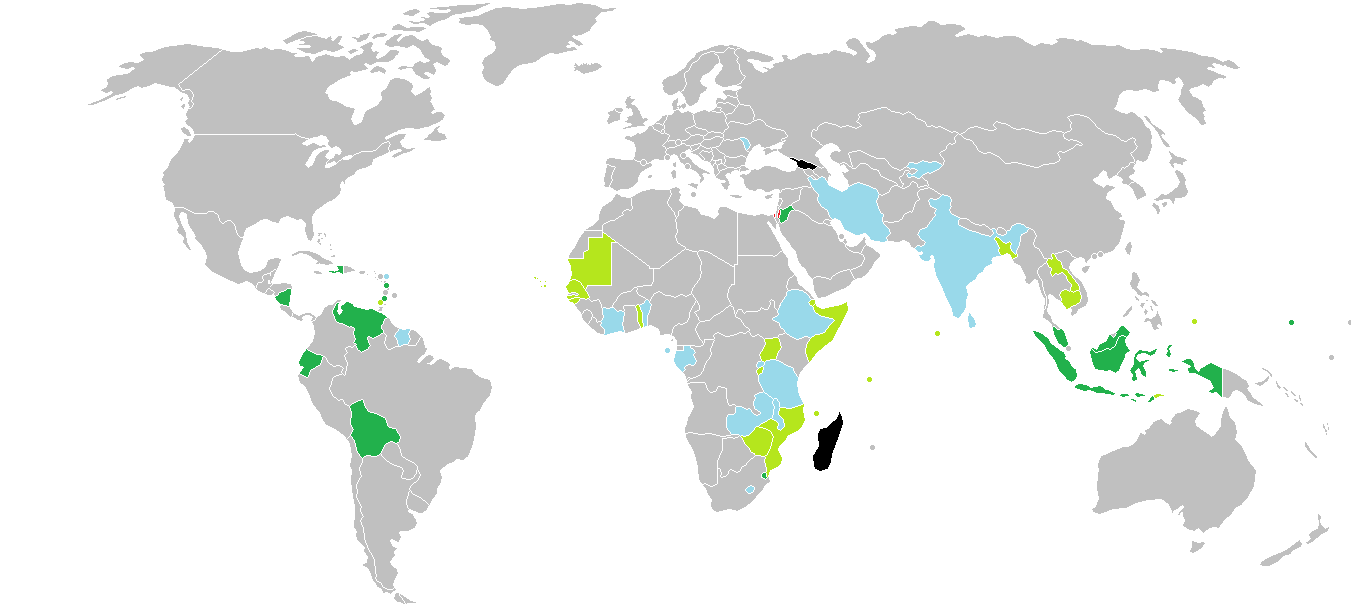
巴勒斯坦
免簽證
落地簽證
電子簽證
需預先申領簽證
拒绝入境

根据2025年1月8日发布的亨利护照指数，巴勒斯坦领土护照可免签证、落地签证或电子签证入境40个国家和地区，位居世界第100，与利比亚、孟加拉国护照并列。